# Saintry-sur-Seine
Saintry-sur-Seine – miejscowość i gmina we Francji, w regionie Île-de-France, w departamencie Essonne. Przez miejscowość przepływa Sekwana. 
Według danych na rok 1990 gminę zamieszkiwało 4929 osób, a gęstość zaludnienia wynosiła 1498 osób/km² (wśród 1287 gmin regionu Île-de-France Stry-sur-Seine plasuje się na 330. miejscu pod względem liczby ludności, natomiast pod względem powierzchni na miejscu 801.).